# 17040 Almeida
A 17040 Almeida (ideiglenes jelöléssel 1999 FT27) a Naprendszer kisbolygóövében található aszteroida. A LINEAR projekt keretében fedezték fel 1999. március 19-én.